# Otabek Umarov
Otabek Umarov (em usbeque:  Otabek Umarov, Отабек Умаров; nascido em 15 de maio de 1984) é um empresário, funcionário governamental e dirigente desportivo uzbeque. Também atua como embaixador informal em eventos com dignitários estrangeiros. É genro do presidente do Uzbequistão Shavkat Mirziyoyev.

## Carreira
A partir de janeiro de 2017, Otabek Umarov tornou-se servidor público e, desde janeiro de 2018, vice-chefe do Serviço de Segurança Estatal do Presidente da República Shavkat Mirziyoyev.
Em 7 de março de 2019, os delegados da conferência extraordinária eleitoral da Federação de Triatlo do Uzbequistão elegeram Otabek Umarov como presidente da organização.
Em 10 de novembro de 2019, Otabek Umarov foi eleito presidente da Associação de Artes Marciais Mistas do Uzbequistão.
No entanto, em 14 de agosto de 2020 Umarov anunciou sua renúncia à liderança da Federação de Triatlo e da Associação de Artes Marciais Mistas. Esta iniciativa do dirigente desportivo é ditada pelas mudanças relacionadas com a pandemia da COVID-19.
Em 15 de dezembro de 2020, numa reunião do comitê executivo do Conselho Olímpico da Ásia em Omã, Otabek Umarov foi eleito vice-presidente desta organização. Pela primeira vez, o Uzbequistão recebeu o direito de nomear o seu representante para o cargo de vice-chefe o Conselho Olímpico da Ásia concomitantemente com a próxima realização dos Jogos Asiáticos da Juventude no país.

## Vida pessoal
Desde 27 de outubro de 2007 é casado com Shakhnoza Mirziyoyeva, a filha mais nova do presidente Shavkat Mirziyoyev; o casal tem três filhas.